# Judo-Weltmeisterschaften 1997
Die 19. Judo-Weltmeisterschaften 1997 fanden vom 8. Oktober bis zum 11. Oktober 1997 in Paris, Frankreich, statt.

## Ergebnisse

### Männer
| Gewichtsklasse | Gold            | Silber               | Bronze               |
| -------------- | --------------- | -------------------- | -------------------- |
| - 60 kg        | Tadahiro Nomura | Georgi Rewasischwili | Fúlvio Miyata        |
| - 60 kg        | Tadahiro Nomura | Georgi Rewasischwili | Cédric Taymans       |
| - 65 kg        | Kim Hyuk        | Larbi Benboudaoud    | Victor Bivol         |
| - 65 kg        | Kim Hyuk        | Larbi Benboudaoud    | Giorgi Wasagaschwili |
| - 71 kg        | Kenzo Nakamura  | Christophe Gagliano  | Guilherme Bentes     |
| - 71 kg        | Kenzo Nakamura  | Christophe Gagliano  | Vsevolods Zeļonijs   |
| - 78 kg        | Cho In-chul     | Djamel Bouras        | Kwak Ok-chol         |
| - 78 kg        | Cho In-chul     | Djamel Bouras        | Patrick Reiter       |
| - 86 kg        | Jeon Ki-young   | Marko Spittka        | Brian Olson          |
| - 86 kg        | Jeon Ki-young   | Marko Spittka        | Michele Monti        |
| - 95 kg        | Paweł Nastula   | Aurélio Miguel       | Ghislain Lemaire     |
| - 95 kg        | Paweł Nastula   | Aurélio Miguel       | Yoshio Nakamura      |
| + 95 kg        | David Douillet  | Shinichi Shinohara   | Pan Song             |
| + 95 kg        | David Douillet  | Shinichi Shinohara   | Tamerlan Tmenow      |
| Offene Klasse  | Rafał Kubacki   | Yoshiharu Makishi    | Dennis van der Geest |
| Offene Klasse  | Rafał Kubacki   | Yoshiharu Makishi    | Harry Van Barneveld  |

### Frauen
| Gewichtsklasse | Gold                 | Silber            | Bronze               |
| -------------- | -------------------- | ----------------- | -------------------- |
| - 48 kg        | Ryōko Tamura         | Amarilis Savón    | Monika Kurath        |
| - 48 kg        | Ryōko Tamura         | Amarilis Savón    | Pae Dong-suk         |
| - 52 kg        | Marie-Claire Restoux | Kye Sun-hui       | Hyun Sook-hee        |
| - 52 kg        | Marie-Claire Restoux | Kye Sun-hui       | Nicole Flagothier    |
| - 56 kg        | Isabel Fernández     | Driulis González  | Chiyori Tateno       |
| - 56 kg        | Isabel Fernández     | Driulis González  | Magali Baton         |
| - 61 kg        | Séverine Vandenhende | Gella Vandecaveye | Sara Álvarez         |
| - 61 kg        | Séverine Vandenhende | Gella Vandecaveye | Jung Sung-sook       |
| - 66 kg        | Kate Howey           | Anja von Rekowski | Emanuela Pierantozzi |
| - 66 kg        | Kate Howey           | Anja von Rekowski | Cho Min-sun          |
| - 72 kg        | Noriko Anno          | Diadenis Luna     | Edinanci Silva       |
| - 72 kg        | Noriko Anno          | Diadenis Luna     | Ulla Werbrouck       |
| + 72 kg        | Christine Cicot      | Miho Ninomiya     | Beata Maksymow       |
| + 72 kg        | Christine Cicot      | Miho Ninomiya     | Sun Fuming           |
| Offene Klasse  | Daima Beltrán        | Raquel Barrientos | Miho Ninomiya        |
| Offene Klasse  | Daima Beltrán        | Raquel Barrientos | Yuan Hua             |

## Medaillenspiegel
| Rang      | Land                   | Gold | Silber | Bronze | Gesamt |
| --------- | ---------------------- | ---- | ------ | ------ | ------ |
| 1         | Japan                  | 4    | 3      | 3      | 10     |
| 2         | Frankreich             | 4    | 3      | 2      | 9      |
| 3         | Südkorea               | 3    | 0      | 3      | 6      |
| 4         | Polen                  | 2    | 0      | 1      | 3      |
| 5         | Kuba                   | 1    | 3      | 0      | 4      |
| 6         | Spanien                | 1    | 1      | 1      | 3      |
| 7         | Vereinigtes Königreich | 1    | 0      | 0      | 1      |
| 8         | Deutschland            | 0    | 2      | 0      | 2      |
| 9         | Belgien                | 0    | 1      | 4      | 5      |
| 10        | Brasilien              | 0    | 1      | 2      | 3      |
| 10        | Nordkorea              | 0    | 1      | 2      | 3      |
| 12        | Georgien               | 0    | 1      | 1      | 2      |
| 13        | Volksrepublik China    | 0    | 0      | 3      | 3      |
| 14        | Italien                | 0    | 0      | 2      | 2      |
| 15        | Österreich             | 0    | 0      | 1      | 1      |
| 15        | Vereinigte Staaten     | 0    | 0      | 1      | 1      |
| 15        | Lettland               | 0    | 0      | 1      | 1      |
| 15        | Niederlande            | 0    | 0      | 1      | 1      |
| 15        | Moldau                 | 0    | 0      | 1      | 1      |
| 15        | Portugal               | 0    | 0      | 1      | 1      |
| 15        | Russland               | 0    | 0      | 1      | 1      |
| 15        | Schweiz                | 0    | 0      | 1      | 1      |
| Insgesamt | Insgesamt              | 16   | 16     | 32     | 64     |